# Потынгъёган
Потынгъёган (уст. Потын-Ёган) — река в России, протекает по Александровскому району Томской области. Устье реки находится в 261 км по левому берегу реки Киевский Ёган. Длина реки составляет 30 км.

## Данные водного реестра
По данным государственного водного реестра России, относится к Верхнеобскому бассейновому округу, водохозяйственный участок реки — Обь от впадения реки Васюган до впадения реки Вах, речной подбассейн реки — Васюган. Речной бассейн реки — (Верхняя) Обь до впадения Иртыша.

### Притоки (км от устья)
- 21 км: река Ортыёган (лв)